# آنیتا اکبرگ
کریستین آنیتا ماریان اکبرگ )سوئدی: Kerstin Anita Marianne Ekberg؛ ‏زاده ۲۹ سپتامبر ۱۹۳۱ – درگذشته ۱۱ ژانویه ۲۰۱۵)، ملکه زیبایی سوئد در سال ۱۹۵۱، مانکن و هنرپیشه هالیوود بود.

## زندگی‌نامه
آنیتا اکبرگ در ۲۹ سپتامبر ۱۹۳۱ در شهر مالمو در جنوب سوئد زاده شد و پس از آنکه در سال ۱۹۵۱ به عنوان دختر شایسته سوئد انتخاب شد، به عنوان مدل وارد دنیای مد شد.
او سپس با آنکه زبان انگلیسی نمی‌دانست به ایالات متحده آمریکا رفت و بخت خویش را در «مسابقات دختر شایسته جهان» آزمود. در آنجا بود که با استودیویی هالیوودی قرارداد امضا کرد.

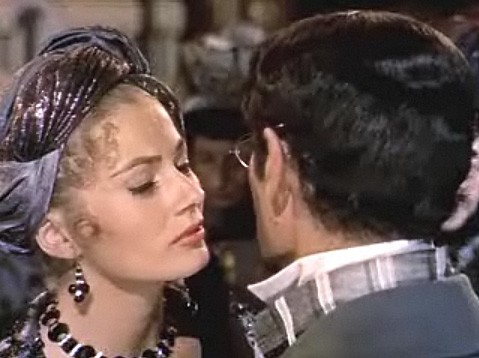
آنیتا اکبرگ در فیلم جنگ و صلح

سال ۱۹۶۰ سال طلایی برای اکبرگ بود که با پیشنهاد فدریکو فلینی برای بازی در فیلم زندگی شیرین روبه‌رو شد. بازی او در نقش «زن رؤیایی» مارچلو ماسترویانی او را برای همیشه در تاریخ سینما ماندگار کرد و شهرت به دست آورد که هرگز در فیلم‌های بعدی که بازی کرد تکرار نشد.
صحنه‌ای که او در این فیلم همراه با مارچلو ماسترویانی وارد حوضچه فواره تروی در مرکز رم می‌شود، از مشهورترین لحظات تاریخ سینما به‌شمار می‌رود.
بر اساس گزارش‌ها او در سال‌های پایانی عمر به‌شدت فقیر بود.
اکبرگ پس از یک دوره طولانی بیماری در صبح روز یکشنبه ۱۱ ژانویه ۲۰۱۵ در سن ۸۳ سالگی در بیمارستانی در روکا دی پاپا درگذشت.

## گزیدهٔ نقش‌آفرینی‌ها
- جنایت‌هایی به ترتیب الفبا (۱۹۶۵)
- جنگ و صلح (۱۹۵۶)
- اینترپل (۱۹۵۷)
- زندگی شیرین (۱۹۶۰)
- پشت درهای بسته (۱۹۶۱)
- مغول‌ها (۱۹۶۱)
- بوکاچو ۷۰ (۱۹۶۲)
- جنایت‌هایی به ترتیب الفبا (۱۹۶۵)
- ببخشید، موافقید یا مخالف؟ (۱۹۶۶)
- مرگ دوبار در می‌زند (۱۹۶۹)
- بدهی زناشویی (۱۹۷۰)
- مکان قرار ملاقات (۱۹۷۲)
- راهبه قاتل (۱۹۷۹)